# Molophilus opulus
Molophilus opulus là một loài ruồi trong họ Limoniidae. Chúng phân bố ở miền Australasia.